# Soumans
Soumans ist eine französische Gemeinde mit 591 Einwohnern (Stand 1. Januar 2022) im Département Creuse in der Region Nouvelle-Aquitaine. Bekannt wurde die Ortschaft 1858 durch den Fund einer Zinnmine aus vorrömischer Zeit im Ortsteil Montebras. Das Mineral Montebrasit wurde nach diesem Bergwerk benannt.

## Geografie
Soumans liegt im Zentralmassiv in der Nordostecke des Départements Creuse, etwa 90 Kilometer nordwestlich von Clermont-Ferrand, 36,3 Kilometer nordöstlich von Guéret, dem Sitz der Unterpräfektur des Arrondissements und 8,8 Kilometer südöstlich von Boussac, dem Hauptort des Kantons, auf einer mittleren Höhe von 436 Metern über dem Meeresspiegel. Die Mairie steht auf einer Höhe von 415 Metern. Nachbargemeinden von Soumans sind Lavaufranche im Westen, Treignat im Norden, Verneiges im Süden und Bord-Saint-Georges im Südwesten. Das Gemeindegebiet hat eine Fläche von 3668 Hektar.
Die Gemeinde ist einer Klimazone des Typs Cfb (nach Köppen und Geiger) zugeordnet: Warmgemäßigtes Regenklima (C), vollfeucht (f), wärmster Monat unter 22 °C, mindestens vier Monate über 10 °C (b). Es herrscht Seeklima mit gemäßigtem Sommer.

## Geschichte
Die Zinnmine im Ortsteil Montebras wurde von Kelten angelegt und lag im Gebiet der Biturigen. Das Bergwerk wurde in gallo-römischer Zeit (52 v. Chr. bis 486 n. Chr.) weitergenutzt. Nach seiner Wiederentdeckung wurde bis zum Ersten Weltkrieg (1914–1918) Zinn abgebaut, dann Amblygonit und Montebrasit zur Herstellung von Lithiumhydroxid.
| Jahr | Einwohner |
| ---- | --------- |
| 1962 | 913       |
| 1968 | 869       |
| 1975 | 739       |
| 1982 | 612       |
| 1990 | 540       |
| 1999 | 544       |
| 2009 | 582       |
| 2016 | 611       |

1793 erhielt Soumans unter dem Namen Soument im Zuge der Französischen Revolution (1789–1799) den Status einer Gemeinde und 1801 durch die Verwaltungsreform unter Napoleon Bonaparte (1769–1821) unter dem heutigen Namen das Recht auf kommunale Selbstverwaltung.
Am meisten Einwohner hatte Soumans im Jahr 1891 (1510). Danach sank die Einwohnerzahl bis zum Jahr 1990 (540). In den Jahren 1790 bis 1794 wurde Montebras eingemeindet, 1829 folgte die Ortschaft Belle-Fay.